# Дубасари
Дубасари (молд. Дубэсарь, рус. Дубоссары, укр. Дубоcсари) је град у Молдавији, под контролом непризнате државе Придњестровље.

## Историја
Дубасари представља једно од најстаријих насеља у Молдавији, односно Придњестровљу. Као доказ томе говоре пронађени предмети који датирају још из каменог доба, а постоји и неколико кургана (највероватније од Скита) око града. Прва помињања модерног Дубасарија се јављају почетком 16. века, као трговински центар молдавских сељака. Насеље је постало део Руске империје 1792. године и добило је статус града 1795. године.
Дубасари је од 1924 - 1940. био део Молдавске АССР. Град је био веома индустријализован током периода пре Другог светског рата. Током Другог светског рата, 1940. године, када је Бесарабија била окупирана од стране Совјетског Савеза, постаје део новоформиране Молдавске ССР. Дана 27. јула 1941. године град су окупирали немачки и румунски војници. Совјетске снаге су га поново заробиле у лето 1944. године.
Дубасари и његова околина су били место главног сукоба током 1990 - 1992. године, што је коначно кулминирало ратом у Придњестровљу. Од тада је под контролом Придњестровља.
Економија града је доживела велики крах током рата 1992. године.

## Становништво
Године 1989. Дубасари је бројао 35.806 становника, укључујући 15.414 Молдаваца, 10.718 Украјинаца, 8.087 Руса и 1.587 осталих. Према попису становништва Придњестровља из 2004. године град је имао 23.650 становника укључујући 8.954 Молдаваца, 8.062 Украјинаца, 5.891 Руса, 153 Белоруса, 104 Бугара, 90 Јермена, 66 Гагауза, 49 Пољака, 46 Јевреја, 39 Немаца, 31 Рома и 165 других и неизјашњених.

## Знамените личности
- Влад Греку, молдавски писац
- Василие Јов, молдавски комунистички политичар
- Ана Одобеску, молдавска певачица